# 欧洲超级联赛
團結聯賽，以前稱為歐洲超級聯賽（英語：European Super League），是計劃由A22體育管理運營的一項年度足球比賽，專供歐洲12支俱樂部球隊參與競逐。作為一項分拆賽事，聯賽計劃對抗或取代由歐洲足球協會聯盟籌辦的歐洲頂級足球俱樂部聯賽歐洲冠軍聯賽。機構首任主席為弗洛倫蒂諾·佩雷斯。
歐洲超級聯賽的構想可追溯到1998年，直至2021年4月19日才正式成立。聯賽的十五家創始俱樂部會永久參與角逐冠軍。另外，每年還會有五支俱樂部球隊依照最近國內聯賽賽季的表現，獲得加入資格。聯賽將“在切實可行的範圍內盡快啓動”，計劃在2021年8月之前或期間開打。
然而歐洲超級聯賽遭遇大部分當地球迷、部分球員、參與俱樂部所在國政府、歐洲足聯及國際足聯的反對，批評聯賽只為金錢設立、消除競爭因素、可能存在壟斷行为。反對浪潮最終促使英超六大豪門集體退出聯盟。2021年4月21日，聯賽官方宣佈會“重新考慮最為切實可行的方法重塑這個計劃”並宣佈聯賽暫停。
2021年5月31日，超級聯賽公司向歐盟法院提起訴訟，以歐足聯涉嫌壟斷賽事、國際足聯提出停止比賽組織的提議為由提出申訴。
2022年10月，為創建歐洲超級聯賽而成立的“贊助商和協助”的公司A22體育管理（A22 Sports Management）宣佈，它將探索重新啓動比賽的計劃。
2023年12月21日，歐洲法院發佈一項裁決，稱禁止歐洲超級聯賽可能與某些歐盟法規相衝突。
2024年12月17日，A22體育管理公司宣佈，以團結聯賽（Unify League）的新名稱向國際足球總會和歐洲足球協會聯盟發送了提案。隨著概念的改變，俱樂部在國家聯賽中的年度排名應該是參與的先決條件。Unify是一個新的串流媒體平台的名稱，該平台應該播放聯盟的比賽。

## 历史
1998年，意大利公司媒体伙伴（Media Partners）率先提出为全欧足球俱乐部设立超级联赛的构想，但之后歐洲足球協會聯盟决定扩大欧冠联赛规模，废除欧洲杯赛冠军杯比赛，容纳更多计划跳槽到拟议中的超级联赛队伍，这一构想胎死腹中。
2009年7月4日，皇家马德里主席弗洛伦蒂诺·佩雷斯再度表示支持设立超级联赛。当时佩雷斯与欧洲足联存在矛盾，极力批评当时的欧冠联赛，认为必须同意成立超级联赛，保障强队永远只和强队比赛，有别于欧冠联赛。他表示，如果欧洲足联不能确保强队每年都相互竞争，那么他会主导欧洲传统强队进行分拆赛事。
2009年8月，時任阿森纳教练阿尔塞纳·温格指欧洲精英球队面临收益压力，超级联赛势必在10年内成行。按照佩雷斯的设想，欧洲强队不仅可以保留在各自国家队体系中的地位，在联赛常规赛季结束也能获得相互对抗的机会。
2012年2月，克拉伦斯·西多夫重提欧洲联赛的设想，表示会全力支持。2013年4月，苏格兰队教练戈登·斯特拉坎认为凯尔特人和流浪者等老字号俱乐部会在日后加入有38支俱乐部、分两级的欧洲超级联赛。
2016年，英超俱乐部阿森纳、切尔西、利物浦、曼城和曼联的代表被人发现与斯蒂芬·M·罗斯的代表开会商讨提议中的欧洲超级联赛。同年，欧洲足联提出要从欧洲各国联赛的冠军中的挑选出16支强队，组建小圈子联赛。16支队伍会被分成2组，即每组8人。联赛采用循环赛赛制，共有56场比赛，小组赛最终排在第一至第四位的球队获得半决赛参赛资格。但该计划后来未获得批准，之后欧洲足联为了避免超级联赛正式成立，动手改革欧冠联赛的结构，决定让英格兰、意大利、西班牙和德国的四支球队在2018至21年的赛季无需经过附加赛，直接进入欧冠小组赛。这意味着欧冠小组赛的直接名额从22支扩大到26支。剩下6个名额留给循国家联赛入选的球队（从原5个名额减少到4个）和不循国家联赛入选的球队（从原5个名额减少到2个）。若欧冠联赛的冠军持有者循国内联赛获得参赛资格，那么欧洲足联系数排名第11国家的冠军俱乐部有权进入欧冠小组赛，反之，冠军持有者有权捍卫头衔。另外，欧足联欧洲联赛卫冕冠军需要参与欧冠小组赛的竞逐，而不是在2015至18年的赛季那样直接获得附加赛席位。如果欧洲联赛冠军循国内联赛获得欧冠小组赛参赛资格，则欧洲足联系数排名第5国家排名第三的球队取代欧洲联赛冠军的名额。
2018年11月，足球解密宣布成立新欧洲联赛的秘密讨论已经进行，这个名为欧洲超级联赛的比赛会于2021年正式开打。

## 成立
2021年4月18日，欧洲超级联赛正式宣布成立。赛事的创始俱乐部为英格兰俱乐部阿森纳、利物浦、曼联、曼城、托特纳姆热刺、切尔西，意大利俱乐部AC米兰、国际米兰、尤文图斯，以及西班牙俱乐部巴塞罗那、马德里竞技、皇家马德里。在欧洲超级联赛宣布成立當日，欧洲足联表示，参赛俱乐部和球员可能会被禁止参加包括欧洲赛事和国际赛事在内的全部欧洲足联和国际足联的比赛。

## 创始俱乐部
共12家俱乐部为赛事的初始成员，并预计在未来加入3家俱乐部，但原本为该赛事创始成员的英超六大豪门在赛事官宣成立两天后即告退出，随后多支球队宣布退出，导致目前该项赛事仅剩下西甲的皇家马德里和巴塞罗那，共两支球队。此外，法国俱乐部巴黎圣日耳曼、德国俱乐部拜仁慕尼黑和多特蒙德已表示拒绝参加这项赛事。
- 皇家马德里
- 巴塞罗那

已退出的创始球队：
- 阿森纳（2021年4月20日退出）[20]
- 利物浦（2021年4月20日退出）[21]
- 曼城（2021年4月20日退出）[22]
- 曼联（2021年4月20日退出）[23]
- 托特纳姆热刺（2021年4月20日退出）[24]
- 切尔西（2021年4月21日退出）[25]
- 马德里竞技（2021年4月21日退出）[26]
- 国际米兰（2021年4月21日退出）[26]
- AC米兰（2021年4月21日退出）[27]
- 尤文图斯（2023年7月14日退出）[28]

### 球队退出
2021年4月20日，曼城确认正式启动退出超级联赛的程序。欧足联主席亚历山大·切费林发表声明，欢迎曼城回归“欧洲足球大家庭”。随后，阿森纳、利物浦、曼联和热刺宣布退出，切尔西于翌日宣布退出。有鉴于此，意大利俱乐部国际米兰向安莎通讯社表示“不再对项目感兴趣”。
英超六大豪门宣布退出后，欧洲超级联赛于4月21日发表声明，指“鉴于目前形势，我们会考虑采取最切实可行的办法，重塑这个计划，始终牢记我们的目标是尽可能为球迷提供最佳的观赛体验，同时提升整个足球界的薪资水平”並宣佈聯賽暫停。 一个小时后，马德里竞技和国际米兰正式宣布退赛，AC米兰不久后确认退赛。

## 比赛形式

### 2021年4月版本
歐洲超級聯賽参赛俱乐部共20支，包括15家创始俱乐部（這些球隊享有永久的參賽資格）和5家按成績邀請獲得參賽资格的俱乐部。
赛事将在周中进行，以避免与传统的国内赛事冲突，国内赛事仍然是参赛俱乐部的核心赛事。
赛事将于每年8月开赛，参赛的20队将会被分为两个小组，每组10队进行主客场的小组赛。每组的前三名自动晋级到1/4决赛，每组的第四名和第五名进行两回合的附加赛后决出一个晋级1/4决赛的名额。决赛前均为两回合的主客场赛制，决赛五月底进行，将在中立场地进行单场决胜。照此推算，每个赛季共有197场比赛（180场小组赛，17场淘汰赛）。

### 2023年12月版本
歷經2021年的大挫敗，歐洲超級聯賽正式宣布中止，並倉皇丟出「修正版將不會有永久會員」。
2023年12月，歐盟法院宣判UEFA與FIFA之「處罰參與歐洲超級聯賽的球隊與球員」為濫權，儘管判決也指出「這不代表歐洲超級聯賽必須獲得主管機關批准」仍帶給皇家馬德里與巴塞隆納無比信心。隨後，負責規劃統籌歐洲超級聯賽的A22公司也推出新版賽制：
| 2023版歐洲男子足球超級聯賽 | 2023版歐洲男子足球超級聯賽      | 2023版歐洲男子足球超級聯賽      | 2023版歐洲男子足球超級聯賽      |
| 聯賽 項目                  | 明星聯賽 Star League （第一級） | 黃金聯賽 Gold League （第二級） | 藍色聯賽 Blue League （第三級） |
| -------------------------- | ------------------------------- | ------------------------------- | ------------------------------- |
| 隊伍數                     | 16隊 每組8隊                    | 16隊 每組8隊                    | 32隊 每組8隊                    |
| 分組賽                     | 主客場制 14場                   | 主客場制 14場                   | 主客場制 14場                   |
| 淘汰賽                     | 8強 分組前4名                   | 8強 分組前4名                   | 8強 分組前2名                   |
| 8強與4強                   | 主客場制                        | 主客場制                        | 主客場制                        |
| 決賽                       | 中立場 单场决胜                 | 中立場 单场决胜                 | 中立場 单场决胜                 |
| 升至上一級                 | 不適用                          | 2支決賽隊伍                     | 2支決賽隊伍                     |
| 降至次一級                 | 2支分組墊底                     | 2支分組墊底                     | 20隊離開 另20隊憑聯賽成績進入   |

除了男子足球，歐洲超級聯賽也推出了女子足球：
| 2023版歐洲女子超級足球聯賽 | 2023版歐洲女子超級足球聯賽      | 2023版歐洲女子超級足球聯賽      |
| 聯賽 項目                  | 明星聯賽 Star League （第一級） | 黃金聯賽 Gold League （第二級） |
| -------------------------- | ------------------------------- | ------------------------------- |
| 隊伍數                     | 16隊 每組8隊                    | 16隊 每組8隊                    |
| 分組賽                     | 主客場制 14場                   | 主客場制 14場                   |
| 淘汰賽                     | 8強 分組前4名                   | 8強 分組前4名                   |
| 8強與4強                   | 主客場制                        | 主客場制                        |
| 決賽                       | 中立場 单场决胜                 | 中立場 单场决胜                 |
| 升至上一級                 | 不適用                          | 2支決賽隊伍                     |
| 降至次一級                 | 2支分組墊底                     | 4隊離開 另4隊憑聯賽成績進入     |

### 2024年12月版本
2024年12月17日，A22體育管理宣佈，以團結聯賽的新名稱向FIFA和UEFA發送提案。隨著概念的改變，俱樂部在國家聯賽中的年度排名應該是參與的先決條件。Unify是一個新的流媒體平台的名稱，該平台應該播放聯盟的比賽。隨後，負責規劃統籌統一聯盟的A22公司也推出新版賽制：
| 2024版歐洲男子足球團結聯賽 (96俱樂部) | 2024版歐洲男子足球團結聯賽 (96俱樂部) | 2024版歐洲男子足球團結聯賽 (96俱樂部) | 2024版歐洲男子足球團結聯賽 (96俱樂部) | 2024版歐洲男子足球團結聯賽 (96俱樂部) |
| 聯賽 項目                             | 明星聯賽 Star League （第一級）       | 黃金聯賽 Gold League （第二級）       | 藍色聯賽 Blue League （第三級)        | 聯合聯賽 Union League （第四級）      |
| ------------------------------------- | ------------------------------------- | ------------------------------------- | ------------------------------------- | ------------------------------------- |
| 隊伍數                                | 16隊 每組8隊                          | 16隊 每組8隊                          | 32隊 每組8隊                          | 32隊 每組8隊                          |
| 分組賽                                | 主客場制 14場                         | 主客場制 14場                         | 主客場制 14場                         | 主客場制 14場                         |
| 淘汰賽                                | 8強 分組前4名                         | 8強 分組前4名                         | 8強 分組前2名                         | 8強 分組前2名                         |
| 8強                                   | 主客場制                              | 主客場制                              | 主客場制                              | 主客場制                              |
| 4強與決賽                             | 中立場 單場決勝                       | 中立場 單場決勝                       | 中立場 單場決勝                       | 中立場 單場決勝                       |
| 冠軍得主                              | 明星聯賽冠軍 黃金聯賽冠軍             | 藍色聯賽冠軍                          | 聯合聯賽冠軍                          | –                                     |
| 直接年度資格                          | 12支資格賽隊伍                        | 8支資格賽隊伍                         | 14支資格賽隊伍                        | –                                     |
| 季後賽                                | 2支季後賽球隊                         | 7支季後賽球隊                         | 17支季後賽球隊                        | 100+支季後賽球隊                      |

除了男子足球，团结联赛也推出了女子足球：
| 2024版歐洲女子足球團結聯賽 （32俱樂部） | 2024版歐洲女子足球團結聯賽 （32俱樂部） | 2024版歐洲女子足球團結聯賽 （32俱樂部） |
| 聯賽 項目                               | 明星聯賽 Star League （第一級）         | 黃金聯賽 Gold League （第二級）         |
| --------------------------------------- | --------------------------------------- | --------------------------------------- |
| 隊伍數                                  | 16隊 每組8隊                            | 16隊 每組8隊                            |
| 分組賽                                  | 主客場制 14場                           | 主客場制 14場                           |
| 淘汰賽                                  | 8強 分組前4名                           | 8強 分組前4名                           |
| 8強                                     | 主客場制                                | 主客場制                                |
| 4強與決賽                               | 中立場 單場決勝                         | 中立場 單場決勝                         |
| 冠軍得主                                | 明星聯賽冠軍 黃金聯賽冠軍               | –                                       |
| 直接年度資格                            | 12支資格賽隊伍                          | 9支資格賽隊伍                           |
| 季後賽                                  | 2支季後賽球隊                           | 7支季後賽球隊                           |

## 赛事奖金
15家创始俱乐部将平分32.5%的电视转播收入，另有32.5%的收入为20支参赛球队平分；没有进入淘汰赛阶段的球队，将按照成绩来分享20%的转播和赞助收入；剩余的15%收入将基于各俱乐部的声望划分商业份额。
赛事将会设立一个工资和转会的“投入帽”，金额定为收入的55%；也将设立一个“经济可持续发展小组”监督各俱乐部的花费。
美国摩根大通为赛事提供了总计数十亿欧元的资金，这些资金以债务融资形式提供，创始俱乐部将获得35亿欧元，但仅用于支持其基础设施投资计划，并缓解COVID-19疫情带来的影响。

## 管理人员
以下官员已经被确认为欧洲超级联赛的管理人员以及领导者。
| 职务   | 姓名              | 其他职务           |
| ------ | ----------------- | ------------------ |
| 主席   | 弗洛伦蒂诺·佩雷斯 | 皇家马德里主席     |
| 副主席 | 安德烈亚·阿涅利   | 尤文图斯主席       |
| 副主席 | 乔尔·格雷泽       | 曼彻斯特联联合主席 |
| 副主席 | 约翰·W·亨利       | 利物浦老板         |
| 副主席 | 斯坦·克伦克       | 阿森纳老板         |

## 反應
联赛消息在2021年4月18日公布后，欧洲足联及参与球队所属的英格蘭足球總會、英格兰足球超级联赛、意大利足球總會、意甲职业联盟、西班牙皇家足球協會和西班牙全国职业足球联赛发布联合声明，予以最嚴厲譴責。声明指会考虑采取法律及体育方面的措施，阻止超级联赛启动。欧足联和其他三个国家的足球协会警告加入超级联赛的俱乐部会被禁止参加其他国家、欧洲及国际上的足球比赛，参与的足球员无法代表所在国家队参与国际比赛。未有俱乐部加入的法国足球总会、法國職業足球聯賽、德国足球协会和德国足球联赛也发表声明反对该联赛。也有人批评英格兰俱乐部阿森纳、曼城和热刺未赢得欧洲冠军联赛，加上热刺从未赢得国内联赛冠军，所以另起炉灶。（與歐洲冠軍聯賽比較，歐冠聯賽對於末段協會有利）
超级联赛也被认为是一项“突破性”的尝试，是自欧洲冠军联赛成立以来欧洲精英足球队伍最重要的一次重组，但也对于地位较低的俱乐部带来负面效果，类似于英超联赛于1992年成立时的影响。然而，超级联赛主席弗洛伦蒂诺·佩雷斯表示联赛会增加足球界的整体收益，提升总体收入水平，从而允许大型俱乐部利用转会费投资小型俱乐部，所以不是“有钱人的比赛，是挽救足球界的团结手段，伟大而谦逊”。
超级联赛时任副主席安德雷亚·阿涅利是歐洲足球會協會的主席。该协会召开紧急会议，宣布反对这项计划。同为欧足联执行委员会成员的阿涅利与超级联赛的创始俱乐部未参与远程会议。阿涅利随后辞任欧洲足球俱乐部协会主席及欧足联执行委员会主席，12家超级联赛俱乐部也离开俱乐部协会。国际足球联合会也不赞成联赛成立。
多位政坛人物也反对联赛成立。英国首相鲍里斯·约翰逊任何该提议“严重伤害足球界”，扬言会确保联赛不会顺利启动。文化大臣奧利佛·道登向下议院发布声明，表示“此举违背了体育精神”，承诺会采取一切办法阻止英国俱乐部加入，同时宣布向足球界引入“由球迷主导的审查机制”，由前体育大臣特蕾西·克劳奇率领。法国总统埃马纽埃尔·马克龙、西班牙政府、意大利总理馬里奧·德拉吉、英格蘭足球總會主席劍橋公爵威廉王子也支持欧足联的立场，反对超级联赛。
足球评论员认为超级联赛采取类似于欧洲篮球联赛的“半封闭式”联赛设定，即下辖的俱乐部每年都会加入联赛，无需参加资格赛。这样一来，创始俱乐部不存在在国内联赛中降级或无法参加冠军联赛的风险，收入也更加稳定，球队价值更容易提升，从而消除了经济层面的风险。消息公布后，曼联的股价上升9.5%，尤文图斯股价上升16%。评论员也认为，超级联赛会让国内联赛的重要程度降低，在超级联赛面前低人一等，打破了联赛的升降班制度。然而，超级联赛首任主席弗洛伦蒂诺·佩雷斯称超级联赛也会设立升降班制度。彭博社专栏作家亚历克斯·韦伯（Alex Webb）认为超级联赛削弱了英超联赛，伤害到英国的软实力。纽约市立大学法律系教授马克·爱德曼（Marc Edelman）在《福布斯》撰文，认为超级联赛将有利可图的美国职业体育联盟模式引入了欧洲。

### 转播商
持有欧冠联赛和英超联赛转播权的英国转播商英国电信体育台嚴厲谴责超级联盟，认为这举会损害英国球坛的长期健康，而其竞争对手天空电视台则重申不会转播超级联赛。持有英国地区英超联赛流媒体版权的Amazon Prime Video表示不会转播。DAZN确认表示不会参与超级联赛的成立工作，也不感兴趣，不会举行会谈。Facebook表态不会参与赛事转播谈判。
持有西甲联赛和欧冠联赛转播权的Mediapro表示不会打破与欧足联和国家联赛的协议，转而加入分拆的超级联赛，预测超级联赛最终会倒台。

### 个人回应
前曼联球员、现索尔福德城联合创办人及天空體育台評述員的社交媒体上的回应引来强烈关注，他认为超级联赛“纯粹是贪婪行为”，对前东家加入感到失望，建议对创始俱乐部采取严格措施，包括禁止参加欧洲的比赛并扣除积分。加入联赛的六家英格兰俱乐部的球迷组织反对联赛，谴责加入其中的俱乐部。前曼联球员认为，超级联赛归根结底就是为了贪钱，希望能就此打住。意大利足球评论员马里奥·斯康凯蒂（Mario Sconcerti）认为超级联盟是“背离球迷的粗俗意愿”。
巴黎圣日耳曼球员安德尔·埃雷拉认为欧洲超级联赛继续推进是在打击球员和球迷希望看到强强对抗的梦想。阿特蘭大后卫羅賓·戈森斯认为超级联赛是足球界的大灾难：“我很震惊这件事居然成真了。现在这个超级联赛中的阿森纳或者热刺没有任何体育成就，竟然也会永远获得参赛资格，无疑损坏了足球的根基。大家必须意识到这会永远改变足球界，再不会是旧模样。”
般奴·費南迪斯在社交媒體Instagram上轉載狼隊球員丹尼爾·普丹斯的入球慶祝照片，並加上一句Dreams can't be buy，成為歐超聯參與球會中第一位球員提出反對。
利物浦中场詹姆斯·米尔纳在赛后采访中表示自己不希望超级联赛，希望联赛不能实现。主教练尤尔根·克洛普表示自己不会辞职，而是会和母公司芬威体育集团划清界限。利物浦队长乔丹·亨德森紧急召集英超俱乐部队长召开线上会议，商討如何回應欧超联赛。
大卫·贝克汉姆、加里·莱因克尔、伊恩·胡禮、路易斯·菲戈、埃里克·坎通纳、丹尼尔·阿尔维斯、亚历克斯·弗格森等足坛名宿亦批评成立超级联赛。

### 非联赛俱乐部
西汉姆联强烈谴责超级联赛成立，强调球队有着工人阶级的根基，正培养150名準備加入一线队的预备队球员。埃弗顿批评英超六大豪门加入超级联赛，“背叛”全英格兰的足球迷。
阿特蘭大、維羅納和卡利亚里呼吁禁止加入联赛的意大利俱乐部参加意甲联赛。
表态反对的俱乐部还有南安普顿、阿士東維拉、水晶宫、莱斯特城、西布罗姆维奇、伯恩利、布莱顿、富勒姆、拜仁慕尼黑、塞維利亞、本菲卡、羅馬、阿贾克斯、多特蒙德、巴黎圣日耳曼、里爾、里昂、波尔图、RB萊比錫、莫斯科斯巴达克、比利亞雷阿爾、慕遜加柏、華沙萊吉亞、雲達不萊梅、弗赖堡、斯图加特和贝尔格莱德红星。

### 抗议
2021年4月19日，艾蘭路球場举行利兹联和利物浦的比赛前夕，700名球迷在场外抗议，违反2019冠状病毒病疫情限制措施 。赛前热身时间，利兹联球員穿着写有“冠军联赛必須自己爭取，足球是属于球迷的”（Champions League. Earn it. Football is for the fans.）的T恤衫，附上冠军联赛的标志。这款T恤衫被留在利物浦的更衣室里，球员不愿意穿。另外，现场有球员进球后，球迷拉出巨型横幅，上写“地位是通过成绩争取的，足球是属于球迷的”（Earn it on the pitch, football is for the fans.）。
巴塞罗那球迷在魯營球場悬挂横幅，上写“巴塞罗那是我们的生命，不是你们的玩物。拒绝参加超级联赛。”
2021年4月20日，切尔西在史丹福橋球場对阵布莱顿的比赛期间，现场球迷抗议超级联赛。面对抗议浪潮，切尔西有传准备撤出比赛，得到支持者欢迎。
2021年5月3日，200名球迷在曼聯主場老特拉福德球场抗议格雷泽家族拥有俱乐部股份，导致曼聯对阵利物浦的比赛改期举行。参与抗议的球迷在场外点燃绿色和金色闪光弹，象征曼聯成立初期球衣的颜色，又直接闯入球场，与警方爆发冲突，造成两名警察受伤。

### 民意调查
YouGov推出临时民意调查，79%的英国足球迷反对超级联赛，只有14%的人支持。联赛加盟球队中有76%的球迷同样表示不支持，支持的人只有20%。

### 法律行动
2021年4月19日，欧洲足联主席亚历山大·切费林表示欧足联会在次日启动法律评估，计划尽可能阻止十二家联赛俱乐部。超级联赛则告知欧洲足联和国际足联，宣布已采取法律行动防止比赛被阻止。丹麥足球協會主席、欧足联执委会委员耶斯佩尔·默勒表示希望入选2020–21年歐洲冠軍聯賽半决赛的三支加盟球队切尔西、曼城和皇家马德里到4月23日被驱逐。另外，他也希望阿森纳和曼联被逐出2020–21年歐霸盃。不过超级联赛主席弗洛伦蒂诺·佩雷斯表示此举“不可能”，他们有法律保护。
超级联赛也激起外界讨论其是否违反反垄断法，因为联赛打造了一个限制其他方面加入、受保护的市场，旨在减少竞争。欧洲联盟委员会表示不计划调查超级联赛是否违反反垄断法。彭博专栏作家亚历克斯·韦伯认为委员会不启动调查不合法，如果无法启动针对超级联赛的诉讼，其他各方可能会将此解释为纵容超级联赛，委员会则可能会受到公众的强烈反对。
体育律师丹尼尔·吉伊（Daniel Geey）猜测欧足联和超级联盟与欧洲足球俱乐部协会、国际职业足球运动员联合会和国际足联“参与了一场高风险的谈判游戏”，超级联赛不一定能顺利启动。天空体育台记者杰兰特·休斯（Geraint Hughes）引述不具名律师的观点，认为竞争法是双方争论的主要焦点，欧足联认为超级联赛实际上是闭门联赛，联赛中的俱乐部滥用了权力，而超级联赛则认为欧足联或国际足联施加的限制性条件构成反竞争环境。休斯还表示，根据律师观点，在欧盟现行法律的假设情况下，超级联赛略占优势，但如果欧盟法律的解释发生变化，那么欧洲足联将获胜。
2021年4月20日，马德里的西班牙商业法庭初审裁定欧足联、国际足联及其他足球机构不得阻止超级联赛启动，直至法庭完全调查案件。5月13日，该法庭向欧盟法院提出初步问题，要求判断国际足联和欧洲足联是否违反欧洲联盟运作条约第101条和102条，批评欧足联身为单一管理机构及俱乐部收入分配方，存在双重收费的垄断操作，违反《欧洲联盟竞争法》。该法庭还指控欧足联滥用支配地位反对超级联赛项目，例如胁迫创始俱乐部放弃计划以支持欧洲联盟，制裁创始俱乐部，威胁将三家仍在籍的俱乐部逐出欧足联竞赛两年，无视西班牙法庭至少一个月前发出的禁制令。法庭决定将案件递交给欧盟法院。6月7日，瑞士聯邦司法警察部向两个管理机构通报了西班牙的预防措施，裁定他们没有制裁巴塞罗那、尤文图斯和皇家马德里。

### 致歉
阿森纳首席执行官维奈·文卡塞舍姆接见球迷时表示自己已向另外14家英超俱乐部道歉，但对方反应“冷淡”。阿森纳主教练米克尔·阿尔特塔透露俱乐部老板斯坦·克伦克私底下向球员及教练团队道歉。阿森纳董事会也向球迷发表公开信致歉，期盼能重建信心，同时确保重建俱乐部的承诺能够实现。对于球迷要求变更股权持有人的呼声，乔什·克伦克表示无意出售俱乐部的股份。
曼联高级执行官艾德·伍德沃德与俱乐部大股东格拉泽家族就超级联盟的可行性问题产生分歧，据报会辞职。消息人士指伍德沃德从“第一天”开始就参与联盟的筹备工作。曼联联合主席乔尔·格雷泽诚挚道歉。4月22日，20名球迷占领卡灵顿区的曼联训练场达两小时，要求格拉泽出售股权。利物浦前股东约翰·亨利就俱乐部加入超级联盟造成的“干扰”而向球迷道歉。球迷团体Spion Kop 1906发表公开信驳回亨利的道歉，表示“他们道歉的唯一原因，是因为他们又被抓到（干坏事）了”，要求让球迷加入董事会。主教练尤尔根·克洛普表示亨利在联盟拆伙后没和他联系过，尽管如此，他还是支持亨利：“他们不是坏人，他们不过是做了糟糕的决定。”

### 后续
有别于反对声浪较为柔和的西班牙球迷，英超俱乐部阿森纳、利物浦、曼联和热刺的球迷反应极为激烈，纷纷要求股东撤股。曼城和切尔西的支持者对他们的股东更为宽容，俱乐部经营及投资的过往纪录截至2021年已共超过30亿美元。部分观察员，例如埃里昂商学院欧亚运动教授西蒙·查德威克（Simon Chadwick）认为球迷出于自我保护反对自己俱乐部的行为，其实是在助长俱乐部增加投资，天真、单纯、错位。
英超执行总裁理查德·马斯特斯向六大豪门管理层下发最后通牒，要求全数引咎辞职，否则就会开除他们在联盟委员会职位。西甲总裁哈维尔·特巴斯表示不需要跟风惩罚涉事的俱乐部，会将事件交由欧洲足联处理。不过，特巴斯也呼吁抑制巴黎圣日耳曼及曼城等俱乐部的影响力，重新考虑各俱乐部的资金分配，减少比赛中的不可持续支出。但是，国际足联主席加布里埃尔·格拉维纳（Gabriele Gravina）后来确认唯一仍存在于超级联盟的俱乐部尤文图斯可能会被逐出意甲联赛。其他俱乐部认为球队纷纷脱离联赛会造成信任赤字，呼吁裁掉六大豪门雇佣的关键人员。英格兰足球协会对六大豪门启动独立调查，与此同时英超联赛开始修改持份者宪章，防止类似的行为在未来进一步出现。6月9日，运动员网报道指六大豪门与英超联赛达成总共罚款2200万英镑的协议，未来若有俱乐部加入分拆联盟，会被罚款2500万美元并减去30分积分。6月10日，《泰晤士报》指英国内政部同意英格兰足球协会变更规则，吊销加入分拆联盟球员的参赛资格，以阻止类似的分拆联盟重新出现。
歐洲足球會協會在推文中敦促欧洲俱乐部通力合作。5月7日，欧足联要求所有分拆俱乐部出售全部超级联盟报价，补偿草根比赛1500万欧元，并签署承诺书。根据协议，上述俱乐部若加入未获授权的比赛，必须支付1亿欧元罚款，若违反承诺，必须支付5000万欧元罚款。欧足联确认巴塞罗那、尤文图斯和皇家马德里三家仍存在于超级联赛的俱乐部会面临制裁，5月25日对三家俱乐部启动纪律处分程序。西班牙商业法庭于6月9日作出休會待續無期的裁决，瑞士聯邦司法警察部于两天前也作出同样裁决。
欧足联主席切费林大度欢迎出走俱乐部重回谈判桌，但也考虑祭出制裁措施，包括禁止参加下赛季欧冠联赛。部分欧足联成员呼吁撤回原定于2024年赛季实行的新制度，防止较为富裕的俱乐部进一步获益。
计划向超级联盟注资32.5亿美元的投资银行摩根大通对反对浪潮表示震惊，表示“错判了足球社群对协议的普遍看法”。投资计划促使一家可持续性评级机构下调银行的道德绩效评级。银行表示不会就联盟的战略发表意见，但知情者表示联盟有意资助草根体育及社区项目。
英国政府计划向足球管理机构引入“球迷主导的审查机制”，首相约翰逊表示该制度会彻底调查俱乐部的运营模式。审查机制还会参照德国50+1规则检视股权模式的潜在变动。伦敦市长簡世德觉得被出走的六大豪门背叛，出面支持审查机制。英超联赛提出与英国政府合作。曼徹斯特都會大學体育商业高级讲师保罗·威多普（Paul Widdop）批评此举动，认为现任政府对其他行业安排新自由主义议程，唯独对足球界施行社会主义改革。超级联赛停办后，英国广播公司的西蒙·斯通（Simon Stone）认为超级联盟概念经过修正后，可以在未来重新上路，因为现在的俱乐部仍希望增加每个比赛的广播收益。
2021年7月30日，皇馬、巴薩和尤文圖斯三隊昨日公告表示，歐洲法院禁止歐足聯對歐洲超級聯賽創始球隊的懲處動作，同時也要取消之前對其他9隊的罰則和限制。